# 舒其望
舒其望（英語：Chi-Wang Shu，1957年1月1日—）是一位美籍华裔数学家。

## 生平
祖籍安徽省黟县，1982年获得中国科学技术大学学士学位，1986年获得加利福尼亚大学洛杉矶分校博士学位，1987年进入美国布朗大学应用数学系前系担任助教授，1996年升任主任、教授，研究领域为计算流体力学。

## 荣誉
- 1992年因在计算流体力学领域的开创性工作获美国NASA贡献奖
- 1995年获中国科学院冯康科学计算奖
- 2008年荣获美国SIAM/ACM计算科学与工程奖。[2]
- 2012年被选为美国数学学会会士